# Никлаус Вирт
Никлаус Емил Вирт (Винтертур, 15. фебруар 1934 — Цирих, 1. јануар 2024) био је швајцарски информатичар. Звање инжењера електронике је стекао на Швајцарском универзитету технологије у Цириху 1959. а докторирао је на Универзитету Калифорније у Берклију 1963. Сматра се изузетним стручњаком из области рачунарства, а најпознатији је као творац програмског језика Паскал. Осим паскала пројектовао је и програмске језике Алгол, Модула, Модула-2 и Оберон. За свој рад је 1984. године добио Тјурингову награду. Предавао је на универзитету Станфорд на катедри за рачунарске науке (1963 — 1967) као и на Швајцарском технолошком универзитету. 1975. године је написао књигу „Алгоритми + структуре података = програми“ (Algorithms + Data Structures = Programs). Пензионисао се 1999. године.

## Биографија
Вирт је рођен у Винтертуру, Швајцарска, 1934. године. Године 1959, стекао је диплому електронског инжењера на Швајцарском савезном институту за технологију у Цириху (ЕТХ Цирих). Године 1960, магистрирао је на Универзитету Лавал у Канади. Затим је 1963. добио докторат из електротехнике и рачунарских наука (EECS) на Калифорнијском универзитету у Берклију, под надзором пионира компјутерског дизајна Харија Хаскија.
Од 1963. до 1967. радио је као доцент рачунарских наука на Универзитету Станфорд и поново на Универзитету у Цириху. Затим је 1968. постао професор информатике на ЕТХ Цириху, узимајући два једногодишња одсуства ради рада у Xerox PARC у Калифорнији (1976–1977 и 1984–1985). Пензионисан је 1999. године.
Он је био је укључен у развоју међународних стандарда у програмирању и информатици, као члан Међународне федерације за обраду информација (IFIP) IFIP радне групе 2.1 за алгоритамске језике и рачуне, која је специфицирала, одржава и подржава програмске језике ALGOL 60 и ALGOL 68.
Године 2004, постао је члан Музеја историје компјутера „за суштински рад на програмским језицима и алгоритмима, укључујући Ојлер, Алгол-В, Паскал, Модулу и Оберон.“

## Програмски језици
Вирт је био главни дизајнер програмских језика Ојлер (1965), PL360 (1966), ALGOL W (1966), Паскал (1970), Модула (1975), Модула-2 (1978), Оберон (1987), Оберон-2 (1991) и Оберон-07 (2007). Такође је био главни део тима за пројектовање и имплементацију оперативних система Медос-2 (1983, за радну станицу Лилит), и Оберон (1987, за радну станицу Церес), и за Лола (1995) дизајн дигиталног хардвера и симулациони систем. Године 1984, добио је Тјурингову награду Удружења за рачунарске машине (ACM) за развој ових језика. Године 1994, примљен је за члана ACM-а.

## Публикације
Његова књига, написана заједно са Кетлин Џенсен, Паскал кориснички приручник и извештај, послужила је као основа многих напора за имплементацију језика током 1970-их и 1980-их у Сједињеним Државама и широм Европе.
Његов чланак Развој програма постепеним усавршавањем, о настави програмирања, сматра се класичним текстом у софтверском инжењерству.. Године 1975, написао је књигу Алгоритми + Структуре података = Програми, која је стекла широко признање. Главне ревизије ове књиге са новим насловом Алгоритми + структуре података објављене су 1985. и 2004. Примери у првом издању написани су на Паскалу. Они су у каснијим издањима замењени примерима написаним у Модули-2 и Оберону.
Његов уџбеник, Систематско програмирање: Увод, сматран је добрим извором за студенте који су желели да раде више од самог кодирања. На насловној страни шестог издања (1973) писало је да је књига „... прилагођена потребама људи који курс о систематској конструкцији алгоритама виде као део своје основне математичке обуке, а не непосредним потребама оних који желе да могу повремено да кодирају проблем и предају га свом рачунару ради тренутног решавања.“ То је сматрано текстом који је тежак за студирање, тражио се као императив за оне који су заинтересовани за нумеричку математику.
Године 1992, он и Јирг Гуткнехт објавили су комплетну документацију оперативног система Оберон. Друга књига, са Мартином Рејзером, била је замишљена као водич за програмирање.

## Виртов закон
Године 1995, популаризовао је изреку која се сада зове Виртов закон, која каже да софтвер постаје спорији брже него што хардвер постаје бржи. У свом раду из 1995. године Молба за штедљив софтвер он то приписује Мартину Рајсеру.

## Литаратура
- Wirth, Niklaus (фебруар 1995). „A Plea for Lean Software”. Computer. 28 (2): 64—68. doi:10.1109/2.348001. Приступљено 13. 01. 2007.
- Ross, Philip E. (децембар 2003). „5 Commandments”. IEEE Spectrum.
- Reiser, Martin (1991). The Oberon System User Guide and Programmer's Manual. ACM Press. ISBN 0-201-54422-9.
- Welsh, Geoffrey (1987). „Yes, There IS a Difference Between Micros and 'Big' Computers”. TPUG News. 2 (1). Архивирано из оригинала 10. 3. 2005. г.
- Böszörményi, László; Gutknecht, Jürg; Pomberger, Gustav, ур. (2000). The School of Niklaus Wirth: The Art of Simplicity. Morgan Kaufmann. ISBN 1-55860-723-4.
- Roger S. Scowen: Extended BNF — A generic base standard. Software Engineering Standards Symposium 1993.
- David A. Wheeler, Don't Use ISO/IEC 14977 Extended Backus-Naur Form (EBNF), 2019.
- International standard (ISO 14977), which is one of many formats for EBNF, is now freely available as Zip-compressed PDF file.
- Hamming, Richard W. (1950). „Error detecting and error correcting codes” (PDF). Bell System Technical Journal. 29 (2): 147—160. MR 0035935. S2CID 61141773. doi:10.1002/j.1538-7305.1950.tb00463.x. Архивирано из оригинала (PDF) 25. 5. 2006. г.
- Ling, San; Xing, Chaoping (2004). Coding Theory: a First Course. Cambridge: Cambridge University Press. ISBN 978-0-521-82191-9.
- Pless, Vera (1982). Introduction to the Theory of Error-Correcting Codes. New York: Wiley. ISBN 978-0-471-08684-0.
- Morgan, Samuel P. (септембар 1998). „Richard Wesley Hamming (1915–1998)” (PDF). Notices of the AMS. 45 (8): 972—977. ISSN 0002-9920. Приступљено 30. 08. 2014.